# Solpugella anchietae
Solpugella anchietae es una especie de arácnido  del orden Solifugae de la familia Solpugidae.

## Distribución geográfica
Se encuentra en la República del Congo y en Angola.